# Salesio Balsano
Salesio Balsano, baron della Daina, né à Palerme en janvier 1819 (ou 1818,), mort à Palerme le 8 septembre 1894 est un homme politique et banquier italien. 
Partisan de l'Unité italienne, il est en 1861 le premier maire de Palerme du royaume d'Italie, et occupe à nouveau ce mandat de 1866 à 1868. Il dirige par ailleurs la Cassa centrale di risparmio Vittorio Emanuele per le province siciliane et occupe différents poste à Banco di Sicilia, tout en occupant des responsabilités dans plusieurs institutions sociales palermitaines.

## Biographie

### Origines et premiers engagements
Fils d'Emanuele Balsano, baron della Daina, cadet d'une famille originaire de Vicari, installée à Palerme depuis la seconde moitié du XVIIIe siècle, le chevalier Salesio Balsano est diplômé en droit et s'intéresse aux sciences économiques.
Après avoir participé à la préparation de la révolution sicilienne de janvier 1848, il est membre du Comité général révolutionnaire et, auprès du gouvernement provisoire de Ruggero Settimo, du comité chargé de l'administration civile, de l'instruction publique et du commerce présidé par Pietro Lanza.
Aux derniers temps du règne des Bourbons en Sicile, il est conseiller municipal, sénateur et gouverneur de l'hôpital San Saverio.

### Premier maire de Palerme
Élu à la vingtième place comme conseiller municipal de Palerme et à la troisième place comme membre de la junte, il est nommé maire de Palerme, à la suite du préteur urbain, Giulio Benso della Verdura, nommé en 1860 par Giuseppe Garibaldi lors de l'expédition des Mille. Premier édile palermitain à ne pas être issu de la haute aristocratie, il prend ses fonctions le 11 juillet 1861, à la tête d'une ville de 190 000 habitants, traversée par de profondes difficultés sociales. 
Il travaille à doter la ville d'une administration efficace en réorganisant la bureaucratie et en développant les services aux citoyens. Quand un cas de corruption au sein des douanes est découvert, il obtient le licenciement de 350 douaniers mis en cause. Il doit gérer la « Nuit des poignards » qui, dans la nuit du 1er octobre 1862, voit 13 Palermitains poignardés au hasard en deux heures, sans obtenir l'arrestation des responsables, jamais officiellement identifiés. 
Il est poussé à la démission et remplacé en décembre 1862 par Mariano Stabile, chef de file des modérés palermitains, plus expérimenté. Après son mandat, il prend la direction de la Cassa centrale di risparmio Vittorio Emanuele per le province siciliane jusqu'à devenir maire une seconde fois du 22 décembre 1866 au 22 octobre 1868 lors du retour des modérés au pouvoir. 
En 1867, contre l'épidémie de choléra qui fait 500 victimes dans la ville, dont l'une de ses filles, Balsano lance en urgence des travaux d'assainissement financés par la réaffectation de fonds publics, notamment la couverture de canaux et des égouts qui, à ciel ouvert, favorisaient les infections. Il est aidé par Stanislao Cannizzaro qui prend la direction du Bureau de la Santé. La même année, face à la sécheresse qui assèche de nombreux moulins à eau de la région, il incite à la construction de moulins à vapeur pour limiter l'augmentation des prix du blé et de la farine. Il poursuit également les travaux de construction du Politeama, commencés à la fin de 1866, installe des écoles dans d'anciens couvents et remet en état des rues et crée un service d'entretien tout en favorisant l'expansion de la ville qui annonce l'urbanisation vers Madonna dell'Orto all'Olivuzza, Boscogrande alle Terre Rosse, Radalì, Montalbo, Sampolo et Orti Trippodo. 

### Dernières responsabilités
Après 1868, il est nommé préfet de Vérone.  
Il revient dans sa ville en 1879, et prend la présidence du Conseil provincial de Palerme jusqu'au 7 août 1881. 
Membre du conseil général de Banco di Sicilia, il prend à cette date, la direction du bureau de Palerme. Il préside également des structures médicales et sociales : l'institut pour sourds-muets, l'hôpital psychiatrique Real Casa dei Matti dont il fait construire les nouveaux bâtiments à contrada Vignicella, et la caisse des Invalides. Il siège aussi au conseil de surveillance du Collège nautique. 
Le maire de Palerme, Nicolò Turrisi Colonna, démissionne en octobre 1887 et, après le refus du prince de Scalea d'endosser la fonction, le conseil municipal élit Salesio Balsano comme assessore anziano, souvent première étape pour la nomination du maire par le gouvernement. Mais il ne parvient pas construire une majorité stable et renonce à briguer cette charge qui échoit de nouveau au duc de Verdura. 
Érudit, collectionneur de livres, il lègue sa bibliothèque au Cercle juridique de l'université de Palerme.

## Hommages
Une rue de Palerme porte son nom. 
Un buste en marbre, réalisé un an après sa mort par Salvatore Partinico, est exposé au Palazzo delle Aquile.

## Distinctions
- Chevalier de la Légion d'honneur[4].